# Breszt (Makedonszki Brod)
Breszt (macedónul: Брест) település Észak-Macedóniában, a Délnyugati körzet Makedonszki Brod-i járásában.

## Népesség
| Lakosok száma | 378  | 439  | 405  | 427  | 325  | 253  | 234  | 189  | 118  |
|               | 1948 | 1953 | 1961 | 1971 | 1981 | 1991 | 1994 | 2002 | 2021 |

2002-ben 189 lakosa volt, akik közül 186 macedón és 3 szerb.